# Neja
Neja, rod glavočika smješten u podtribus Conyzinae, dio tribusa Astereae.
Opisan je 1830. i sastoji se od pet vrsta, dvije vrste su argentinski endemi, a jedna kubanski.

## Vrste
1. Neja dianthifolia (Griseb.) G.L.Nesom; Argentina
2. Neja filiformis (Spreng.) Nees
3. Neja marginata (Griseb.) G.L.Nesom; Kuba
4. Neja pinifolia (Poir.) G.L.Nesom
5. Neja pulvinata (Cabrera) G.L.Nesom; Argentina